# Équipe de Chine féminine de football
Cet article traite de l'équipe féminine. Pour l'équipe masculine, voir Équipe de Chine de football.
Maillots
L'équipe de Chine féminine de football est constituée par une sélection des meilleures joueuses chinoises sous l'égide de la Fédération de Chine de football.

## Classement FIFA
| Année              | 2003 | 2004 | 2005 | 2006 | 2007 | 2008 | 2009 | 2010 | 2011 | 2012 | 2013 | 2014 | 2015 | 2016 | 2017 | 2018 | 2019 | 2020 | 2021 | 2022 | 2023 | 2024 |
| ------------------ | ---- | ---- | ---- | ---- | ---- | ---- | ---- | ---- | ---- | ---- | ---- | ---- | ---- | ---- | ---- | ---- | ---- | ---- | ---- | ---- | ---- | ---- |
| Classement mondial | 5    | 6    | 9    | 9    | 13   | 13   | 13   | 13   | 18   | 17   | 18   | 13   | 17   | 13   | 16   | 15   | 15   | 15   | 19   | 14   | 19   | 17   |
| Classement AFC     | 1    | 1    | 2    | 2    | 4    | 3    | 3    | 4    | 5    | 5    | 5    | 4    | 4    | 4    | 5    | 5    | 4    | 3    | 5    | 4    | 4    | 4    |

## Palmarès

### Parcours enCoupe du monde féminine de football
| Édition | Performance         | J             | V             | N             | D             | Bp            | Bc            |
| ------- | ------------------- | ------------- | ------------- | ------------- | ------------- | ------------- | ------------- |
| 1991    | Quarts de finale    | 4             | 2             | 1             | 1             | 10            | 4             |
| 1995    | 4e                  | 6             | 2             | 2             | 2             | 11            | 10            |
| 1999    | Finaliste           | 6             | 5             | 1             | 0             | 19            | 2             |
| 2003    | Quarts de finale    | 4             | 2             | 1             | 1             | 3             | 2             |
| 2007    | Quarts de finale    | 4             | 2             | 1             | 1             | 5             | 7             |
| 2011    | Non qualifiée       | Non qualifiée | Non qualifiée | Non qualifiée | Non qualifiée | Non qualifiée | Non qualifiée |
| 2015    | Quarts de finale    | 5             | 2             | 1             | 2             | 4             | 4             |
| 2019    | Huitièmes de finale | 4             | 1             | 1             | 2             | 1             | 3             |
| 2023    | 1er tour            | 3             | 1             | 0             | 2             | 2             | 7             |
| 2027    | À venir             | -             | -             | -             | -             | -             | -             |
| 2031    | À venir             | -             | -             | -             | -             | -             | -             |
| 2035    | À venir             | -             | -             | -             | -             | -             | -             |
| Total   | 8/9                 | 36            | 17            | 8             | 11            | 55            | 39            |

### Parcours auxJeux olympiques
- 1996 :  Finaliste
- 2000 : 1er tour
- 2004 : 1er tour
- 2008 : Quart-de-finale
- 2012 : Non qualifiée
- 2016 : Quarts de finale
- 2020 : 1er tour
- 2024 : Non qualifiée
- 2028 : À venir
- 2032 : À venir

### Coupe d'Asie féminine de football
- 1975 : non inscrite
- 1977 : non inscrite
- 1979 : non inscrite
- 1981 : non inscrite
- 1983 : non inscrite
- 1986 :  Vainqueur
- 1989 :  Vainqueur
- 1991 :  Vainqueur
- 1993 :  Vainqueur
- 1995 :  Vainqueur
- 1997 :  Vainqueur
- 1999 :  Vainqueur
- 2001 :  3e
- 2003 :  Finaliste
- 2006 :  Vainqueur
- 2008 :  Finaliste
- 2010 : 4e
- 2014 :  3e
- 2018 :  3e
- 2022 :  Vainqueur
- 2026 : Qualifiée
- 2029 : À venir

### Championnat d'Asie de l'Est féminin de football
- 2005 : 4e
- 2008 : 4e
- 2010 :  2e
- 2013 : 4e
- 2015 : 4e
- 2017 :  3e
- 2019 :  3e
- 2022 :  2e
- 2025 :  2e

## Joueuses les plus sélectionnées
| #  | Joueuse     | Sélections | Buts | Années    |
| -- | ----------- | ---------- | ---- | --------- |
| 1  | Pu Wei      | 219        | ?    | 1997-2014 |
| 2  | Li Jie      | 200        | ?    | 1997-2008 |
| 3  | Fan Yunjie  | 192        | ?    | 1992-2004 |
| 4  | Han Duan    | 188        | 101  | 2000-2011 |
| 5  | Zhao Lihong | 182        | 68   | 1992-2003 |
| 6  | Liu Ailing  | 173        | 80   | 1987-2001 |
| 7  | Wen Lirong  | 163        | ?    | 1987-2001 |
| 7  | Sun Wen     | 163        | 106  | 1990-2001 |
| 9  | Wang Liping | 162        | ?    | 1992-2004 |
| 10 | Bi Yan      | 155        | ?    | 2004-2011 |